# Poiana Vadului, Alba
Poiana Vadului (până în 1948, numit Neagra) este satul de reședință al comunei cu același nume din județul Alba, Transilvania, România.

## Așezare
Localitatea Poiana Vadului este situată la 18 km vest de Câmpeni.

## Date economice
Pădurile și creșterea animalelor sunt principala sursă de venituri pentru locuitorii așezării.